# Paterson (poème)
Pour le film de Jim Jarmusch, voir Paterson (film).
Paterson est un poème épique écrit par le poète américain William Carlos Williams, paru en cinq volumes entre 1946 et 1958 et considéré comme son grand œuvre. Son titre vient de la ville de Paterson dans le New Jersey, où le poète a officié comme médecin pendant quarante ans, tout en habitant dans la ville voisine de Rutherford. 
Il est composé de cinq livres et de fragments d'un sixième livre. Il s'inspire d’œuvres telles que les Cantos de son ami Ezra Pound et du poème Le Pont de Hart Crane, tout en y ajoutant une dimension documentaire. Ce poème épique dont le titre est Paterson est celui qui est le plus célèbre d'une série de poèmes parus auparavant et portant le même titre ou ayant le même sujet.

## Contexte: William Carlos Williams et la modernité américaine

### Premières versions
En 1926, sous l'influence de sa lecture du roman Ulysse de James Joyce, William Carlos Williams écrit un poème de 85 vers intitulé Paterson, qui remporta le Dial Award,. Son but était alors de faire pour la ville de Paterson ce que James Joyce avait fait pour Dublin. En 1933, il poursuit dans cette veine avec le poème en prose Life along the Passaic River. En 1937, il écrit le poème Paterson. Episode 17, puis deux ans plus tard Details and parody for the Paterson poem, qu'il ne publie pas.

## Composition
Le poème part des chutes du Passaic, dans les hauteurs de Paterson, pour aller jusqu'à la mer et New York, en passant par tout un paysage urbain, composé notamment du parc (livre 2) et de la bibliothèque (livre 3).
Les vers et la prose alternent, dans une technique de montage. Chaque passage versifié donne une scène ou image de la ville, tandis que les passages en prose sont composés de matériaux très divers : articles de journaux, de livres d'histoire, de tracts, de lettres personnelles de l'auteur ou d'autres personnes, etc., la plupart du temps sans que l'origine de ces matériaux ne soit précisée. On y trouve notamment, au livre 4, deux lettres importantes d'Allen Ginsberg, futur chantre de la Beat Generation, et dont William Carlos Williams fut un mentor.

## Postérité
Paterson est aujourd'hui considéré comme le grand œuvre de William Carlos Williams,.
Le cinéaste Jim Jarmusch s'inspire de l'idée générale du poème de Williams (« Un homme est, en lui-même, une ville ») pour réaliser son film Paterson (2016).

#### Traductions françaises
- Yves di Manno, Flammarion, 1981.
- Yves di Manno, José Corti (traduction revue et corrigée depuis celle chez Flammarion), 2005.

#### Ouvrages critiques
- (en) Paul Mariani, William Carlos Williams : A New World Naked, New York, McGraw Hill Book Company, 1981, 874 p. (ISBN 0-07-040362-7)